# Langue flexionnelle
 (décembre 2012).
Améliorez-le ou discutez des points à vérifier. 
 (décembre 2012).
Si vous disposez d'ouvrages ou d'articles de référence ou si vous connaissez des sites web de qualité traitant du thème abordé ici, merci de compléter l'article en donnant les références utiles à sa vérifiabilité et en les liant à la section « Notes et références ».
En typologie morphologique, on appelle langue flexionnelle une langue dans laquelle de nombreux mots (lemmes) sont variables : ils changent de forme selon le contexte d'usage ou leur rapport grammatical aux autres mots dans une phrase. L'opposé d'une langue flexionnelle est une langue isolante, où les mots sont invariables et les rapports grammaticaux exprimés par l'usage de mots-outils ou l'ordre des mots.
On dit des mots d'une telle langue qu'ils subissent le jeu de la flexion, et leurs formes sont dites fléchies. La flexion du nom est souvent nommée déclinaison tandis que celle du verbe est la conjugaison. Les flexions se font par ajout de codes grammaticaux appelés affixes au radical (ou racine) du mot, parfois aussi par modification de ce radical ; les affixes en terminaison du mot sont appelés désinences. L'ensemble des formes fléchies différentes d'un même mot constitue ce qu'on nomme son paradigme. Les différentes formes (et donc les affixes) transmettent les traits grammaticaux : genre, nombre, fonction syntaxique, classe lexicale, temps, mode, etc.. Le fonctionnement des affixes permet de distinguer deux sous-catégories de langues flexionnelles : 
- les langues agglutinantes (par exemple : japonais, finnois, turc, arménien...), où chaque affixe porte un seul trait grammatical, et où donc on ajoute autant d'affixes que nécessaire ;
- les langues synthétiques, ou fusionnelles, (par exemple : toutes les langues indo-européennes sauf l'arménien), dans lesquelles les flexions portent plusieurs traits grammaticaux en même temps (par exemple, dans la phrase d'allemand Der Mann ist mein Lehrer  -- « L'homme est mon professeur » --, la flexion de l'article der indique à la fois le défini, le singulier, le masculin, et le nominatif) ;

Les caractères "flexionnelle", "isolante", "agglutinante" ou "synthétique", sont des catégories idéales d'analyse des langues, auxquelles les langues réelles ne correspondent pas parfaitement. Ainsi, une langue classée comme "agglutinante" peut présenter des traits "synthétique". Ce classement des langues remonte largement au linguiste allemand Wilhelm von Humboldt au XIXe siècle.

## Flexion externe
Ce type de flexion consiste à ajouter un affixe (désinence, affixe de classe) à signifiant variable à une base (radical, thème), le plus souvent invariable. Cet ensemble rassemble les langues agglutinantes et fusionnelles.

### Radical et désinences
Les affixes flexionnels, dits le plus souvent désinences, s'ajoutent à un radical (ou un thème quand le radical est déjà modifié). Par exemple, dans le mot dansons /dɑ̃sɔ̃/, on reconnaît un radical dans- /dɑ̃s/ et une désinence -ons /ɔ̃/. Ce qui permet de distinguer le radical de la désinence, c'est que ce même radical peut être retrouvé dans d'autres mots : dans-er /dɑ̃se/, danse /dɑ̃s/, dansions /dɑ̃sjɔ̃/, etc. De même pour la désinence : mangeons /mɑ̃ʒɔ̃/, lançons /lɑ̃sɔ̃/, citons /sitɔ̃/, etc.
Le radical n'est pas toujours utilisé nu dans la langue sans être ajouté d'au moins un des morphèmes grammaticaux ajouté. Il n'est donc pas forcément autonome. C'est le cas par exemple dans les langues bantoues d'Afrique, où le radical nu ne se rencontre jamais. 
S'il est souvent invariable, certaines évolutions phonétiques peuvent donner des formes dans lesquelles le radical est modifié au contact de la désinence : 
- en latin, dans la forme adjectivale bon-i « bons », la désinence -i exprime à la fois le genre (masculin), le nombre (pluriel) et le cas (nominatif) ;
- en espagnol, dans la forme verbale habl-ó « (il/elle) parla » ou bien « (vous, singulier) parlâtes »[réf. nécessaire], le suffixe -ó exprime à la fois le mode (indicatif), la personne (3e ou 2e, respectueuse), le nombre (singulier), le temps (passé), et l'aspect (perfectif) ;
- en arabe, dans la forme nominale رَجُلٌ (raʒul-un) « un homme », la désinence -un indique que le nom est indéfini et au nominatif ;
- en espéranto, dans la forme nominale flor-o-j-n « fleurs », la désinence -o indique un nom, le « j » indique le pluriel et le « n » indique que le mot est à l'accusatif.

### Affixes de classe
Parfois, la désinence n'indique pas seulement un rapport grammatical mais aussi l'appartenance du radical à un ensemble d'éléments liés à un même champ lexical, dit « classe » (ainsi la classe des humains, la classe des langues, des émotions, des couleurs, etc.). Dans les langues bantoues, ces morphèmes sont dits préfixes de classes.
Enfin, si l'information transmise par la désinence peut se résumer à un seul trait (souvent pour des raisons explicables par la phonétique historique) : l'ajout d'un e caduc en fin de mot dans plat-e n'indique que le féminin de plat. À l'oral, la forme peut être singulière ou plurielle : plate et plates se prononcent de même.

## Flexion interne (ou introflexion ou brisure interne)
Dans d'autres cas, la flexion ne fonctionne pas par ajout ou changement d'un morphème mais par changement phonétique du radical lui-même (pour certains linguistes, il s'agit de l'effet d'un affixe nommé « simulfixe »). Le plus souvent, c'est le timbre des voyelles du radical qui varie.
En arabe, par exemple, le pluriel interne suit ce procédé : « livre » au singulier se dit كِتَاب (kitāb) mais كُتُب (kutub) au pluriel (dit brisé). Parfois, la répartition des voyelles par rapport aux consonnes du radical change aussi : فَرَسٌ (farasun) « cheval », افْراسٌٌ (afrāsun) « chevaux » ; on passe d'une structure syllabique CVCVCVC à VCCVCVC. Le nombre total de phonèmes, cependant, n'a pas changé. Ce procédé est fréquent dans les langues sémitiques et fournit, outre des paradigmes flexionnels (dont les « pluriels brisés »), un procédé important de dérivation.
Les langues indo-européennes anciennes (et parfois modernes) utilisent fréquemment ce procédé, désigné pour le coup sous le nom d'alternance vocalique. Cette alternance vocalique, qui concerne aussi des suffixes de dérivation et qui sert, comme dans les langues sémitiques, de procédé dérivationnel) explique nombre d'irrégularités dans les langues modernes.
Ainsi, les verbes irréguliers anglais cachent d'anciennes alternances vocaliques : c'est le cas pour to sing « chanter » dont le prétérit est sang et le participe passé sung. En grec ancien ou en sanskrit, le procédé est encore plus visible. Par exemple, si le verbe grec pour « laisser » est λείπ-ω leíp-ô (le radical est en gras), son aoriste fait ἔ-λιπον é-lip-on et son parfait λέ-λοιπ-α lé-loip-a (avec redoublement). Le radical indo-européen est *likʷ-, qui se vocalise ainsi selon le thème morphologique voulu :
- degré plein (avec une voyelle) timbre e au présent : *leykʷ- ;
- degré zéro (sans voyelle) à l'aoriste : *likʷ- ;
- degré plein timbre o au parfait : *loykʷ.

De plus, dans des langues indo-européennes modernes comme le français (rarement), le breton (parfois), l'anglais ou l'allemand, des évolutions phonétiques ont pu conduire certains mots à adopter un type proche du pluriel interne : l'anglais man « homme » fait au pluriel men (par métaphonie), le breton louarn « renard » devient lern, le français cheval devient chevaux (ʃǝval/, /ʃǝvo/ ; la modification phonétique est ici une ancienne vocalisation suivie d'une monophtongaison).
En allemand, de nombreux substantifs subissent une inflexion (ou umlaut) faisant varier le timbre d'une voyelle en plus de l'adjonction éventuelle d'une désinence : Buch « livre » fait Bücher « livres » au pluriel. C'est, historiquement, le même procédé qui fait passer l'anglais foot « pied » à feet, (ainsi que man / men, woman / women, mouse / mice, etc., termes qui constituent une liste fermée, avec peu d'éléments). Ces alternances introflexionnelles sont plus récentes que l'alternance vocalique et toujours secondaires car résultant d'évolutions postérieures (en anglais et en allemand, c'est une métaphonie, en français une vocalisation et une monophtongaison).
Si, le plus souvent, la variation est vocalique (qualité, quantité ou placement) dans la flexion interne, dans une langue comme le basque, la flexion interne peut être consonantique : on palatalise certaines consonnes pour obtenir un terme dérivé hypocoristique : sagu /s̺agu/ « souris » mais xagu /ʃagu/ « petite souris », tanta /tanta/ « goutte » mais ttantta /tʲantʲa/ « petite goutte ».
D'autres modifications, de nature suprasegmentale, peuvent intervenir comme des variations dans l'accentuation, le tonème, la quantité vocalique, etc. : 
- castillan canto « je chante » / cantó « il/elle chanta » ;
- latin venit « il/elle vient » / vēnit : « il/elle vint » ;
- chinois 好 hǎo « être bon » / 好 hào « s'intéresser à ».

## Supplétisme
Il arrive dans les langues synthétiques que telle ou telle forme attendue n'existe pas, auquel cas on lui substitue une autre forme tirée souvent d'un autre radical. On nomme ce procédé supplétisme. 
Par exemple, en latin, le pronom indéfini nihil « rien » n'a pas de génitif : on lui supplée le génitif d'une périphrase, soit nullius rei « aucune chose ». En grec classique, le verbe τρέχ-ω /trekhô/ « je cours » n'utilise le radical τρεχ- /trekh/ qu'au thème de présent. Aux autres thèmes (futur, aoriste et parfait), on le remplace par le radical δραμ- /dram/, comme dans l'aoriste ἔ-δραμ-ον /e-dram-on/ « j'ai couru ». Enfin, en français, les différentes formes que prennent les verbes irréguliers sont parfois dues à d'anciens supplétismes : le fait que la première personne du singulier d'aller est (je) vais et celle du futur (j')irai, s'explique si l'on sait que les formes en all- sont bâties sur le radical latin vulgaire alare (classique ambulare), que celles en va- proviennent de vadere tandis que celles en ir- viennent du verbe ire.C'est exactement le même principe pour l'anglais be, am, is et was.
Dans le cas du supplétisme, la flexion ne consiste donc plus seulement en une modification du signifiant mais en son remplacement par un autre. Dans les langues indo-européennes, le cas le plus fréquent du supplétisme réside dans les formes de gradation de l'adjectif (positif, comparatif et superlatif), illustré par le positif latin bonus, comparatif melior, superlatif optimus, en parallèle du grec καλός / kalós qui possède de multiples comparatifs selon la nuance qu'on lui accorde.

## Distinction entre langues synthétiques et langues agglutinantes
Il faut distinguer, tâche parfois difficile, une langue fusionnelle d'une langue agglutinante. Dans les langues agglutinantes, les morphèmes s'ajoutent à un radical qui peut exister à la forme nue. Ces morphèmes s'adjoignent aussi les uns aux autres et n'apportent généralement qu'un seul trait grammatical chacun. Ce sont plutôt des affixes que des désinences : alors que ceux-là sont invariants et toujours discernables du radical, les désinences ont tendance à être bien plus nombreuses et de formes variées pour un même indice grammatical ; il n'est parfois pas possible de distinguer les limites entre le radical et la désinence ; enfin, une même forme ne peut recevoir qu'une seule désinence à la fois. C'est pourquoi les langues synthétiques peuvent posséder de nombreux paradigmes et être riches en irrégularités pour une même nature de mots, mais les langues agglutinantes offrent plutôt un jeu universel d'affixes toujours identiques quel que soit le mot.
Ainsi, en turc, langue très agglutinante, le mot ev « maison » peut être complété, entre autres nombreuses possibilités, par les suffixes suivants, qui ne s'excluent que si les informations dénotées sont incompatibles (un mot ne peut être à la fois singulier et pluriel) et se placent, le cas échéant, dans un ordre précis : 
- -ler {pluriel} ;
- -im {cas possessif de la 1re personne du singulier} ;
- -de {locatif} ;

permettent de construire : 
- ev-ler « maisons », ev-im « ma maison », ev-de « dans la maison » ;
- ev-ler-im « mes maisons », ev-ler-de « dans les maisons », ev-im-de « dans ma maison » ;
- ev-ler-im-de « dans mes maisons » ;

mais pas *ev-im-ler-de, *ev-de-ler, etc. Le radical nu, ev, reste autonome.
Si on compare au latin, langue hautement fusionnelle (ou synthétique), toujours dans le domaine nominal, les faits sont bien différents : 
- Les morphèmes grammaticaux ne sont pas forcément identiques d'un mot à l'autre : le nominatif Cæsar (radical nu) fait son génitif en Cæsar-is mais pour bon-us (le radical nu n'étant pas autonome : *bon n'existe pas), le génitif est bon-i (autre désinence pour un même cas). Le pluriel, au même cas, ne se construit pas par l'ajout d'un autre affixe mais par l'utilisation d'une autre désinence qui dénote « génitif » et « pluriel » : ici Cæsar-um et bon-orum. Une langue fusionnelle n'agglutine pas les affixes les uns à la suite des autres, ce qui explique aussi la diversité des formes que prennent les désinences dénotant des mêmes traits grammaticaux ;
- On peut aussi constater des cas où le radical et la désinence ne sont plus identifiables. Dans le nominatif civitas « cité », le radical est civitat-, la désinence -s (en sachant que /ts/ donne ici /s/ par simplification). Le radical se retrouve ailleurs : civitat-is au génitif.

## Différents degrés de types fusionnels
Enfin, les langues fusionnelles le sont à différents degrés. 
Premièrement, de manière interne, les langues fusionnelles peuvent rendre les mots d'une même nature plus ou moins variables. Le français, dans sa flexion nominale, par exemple, n'indique que les différences de genre et, rarement (si ce n'est à l'écrit) de nombre : alors que les deux formes cheval /ʃǝval/ et chevaux /ʃǝvo/ se distinguent bien, ce n'est pas le cas de rose / roses, qui se prononcent toutes deux /ʁoz/, à moins de se trouver en situation de liaison (roses empourprées pourra se prononcer au choix /ʁozǝz‿ɑ̃puʁpʁe/ ou /ʁozz‿ɑ̃puʁpʁe/). La flexion verbale, quant à elle, confond sous un même signifiant plusieurs formes (syncrétisme) : (je) mange, (tu) manges,  (il) mange, (ils) mangent et mange (impératif) se prononcent tous de la même façon, soit /mɑ̃ʒ/ (bien sûr, ce n'était pas le cas dans des états plus anciens de la langue, comme en ancien français. L'évolution phonétique, ici l'amuïssement des consonnes finales, explique ces homophonies — l'orthographe reste souvent bloquée sur un état ancien). Seul le contexte grammatical et la graphie permettent de lever l'ambiguïté. Parfois même, les mots restent invariables, ce que la graphie peut cacher. Un adjectif comme sage se prononce /saʒ/ au singulier, pluriel, masculin et féminin. En français, tous les mots d'une même classe lexicale fléchissable ne subissent pas forcément la flexion, du moins oralement.
Deuxièmement, les langues, comparées les unes aux autres, offrent des possibilités de flexion très différentes : en règle générale, plus une langue vivante fusionnelle est écrite depuis longtemps, plus elle a simplifié ses différentes flexions au cours du temps[réf. souhaitée]. Ainsi, le grec ancien, le latin ou le sanskrit sont fortement fléchis, possèdent de nombreux paradigmes différents et de nombreux cas, tandis que le grec moderne, l'ancien français et le hindi (langues issues des premières) sont plus limités en nombre de formes et plus réguliers. Le français actuel, descendant de l'ancien français, est encore plus limité : il n'a, si ce n'est dans certaines formes pronominales, plus de flexion nominale réelle et limite ses modifications au genre et au nombre. Le verbe, bien qu'encore fléchi, offre cependant nombre de formes réduit, comme on l'a vu.
Enfin, on ne doit pas perdre de vue qu'il n'existe pour ainsi dire aucune langue qui soit entièrement d'un seul type. Plus une langue est flexionnelle, plus sa syntaxe est souple : l'ordre des groupes de mots, en latin, grec ou sanskrit, espéranto, russe n'a, pour ainsi dire, qu'une valeur stylistique ; qu'on écrive Petrum Paulus verberat, Paulus Petrum verberat ou verberat Paulus Petrum, etc., l'énoncé garde un sens global identique : « Paul frappe Pierre ».

## Liste ouverte de langues flexionnelles

### Les langues flexionnelles-fusionnelles
Toutes les langues indo-européennes sont fusionnelles, à divers degrés (l'anglais, par exemple, est très faiblement fléchi par rapport à l'islandais ; le français est bien plus fléchi à l'écrit qu'à l'oral puisqu'un grand nombre de désinences sont muettes), à l'exception de l'arménien. Toutes les langues anciennes de cette famille sont fusionnelles (sanskrit, latin, albanais, grec ancien, hittite, etc.).

### Les langues flexionnelles à brisure interne
Dans de cette famille, on trouve les langues sémitiques, qui sont flexionnelles à des degrés divers (l'arabe standard moderne se fléchit davantage que la plupart des arabes dialectaux, par exemple). Comme on l'a vu ci-dessus (Flexion interne) La notion de « brisure interne » vient du pluriel de certains mots qui a été qualifié par les grammairiens arabes de pluriel brisé (jamʿ al-taksīr - جمع التكسير) — et cette notion vaut aussi, sous une appellation différente, pour l'hébreu:  Ce nom est dû au fait que « ce type de pluriel conduit à un total changement de base par rapport au singulier qui se trouve en quelque sorte "brisé" ». Ainsi, en arabe, le mot MaKTaBa (bibliothèque) devient au pluriel MaKâTiB (les consonnes forment le radical MKTB) ; en hébreu, on peut prendre bayit (maison), pl. buyût (les consonnes forment le radical BYT). En arabe, un pluriel non brisé serait par exemple MuDaRRiS (enseignant), pl. MuDaRRiSîn (ajout d'un suffixe au mot).

### Les langues flexionnelles-agglutinantes
Dans cette famille, on trouve les langues bantoues, de nombreuses langues construites, comme l'espéranto. Dans les langues finno-ougriennes, comme le finnois ou le hongrois et les langues turques, on rencontre le phénomène d'harmonie vocalique, qui engendre une mutation des affixes.